# Eleonora Menicucci
Eleonora Menicucci de Oliveira (Lavras, 21 de agosto de 1944) é uma socióloga e ex-ministra da Secretaria de Políticas para as Mulheres brasileira. Graduada em ciências sociais pela Universidade Federal de Minas Gerais (UFMG), é professora sênior e aposentada como professora titular de saúde coletiva da Universidade Federal de São Paulo (UNIFESP). Filiada ao Partido dos Trabalhadores (PT), dedica-se ao feminismo, sendo favorável à legalização do aborto.

## Formação
Após graduação em Ciências Sociais pela Universidade Federal de Minas Gerais (1974), concluiu mestrado em Sociologia pela Universidade Federal da Paraíba (1983), doutorado em Ciência Política pela Universidade de São Paulo (1990), pós-doutorado em Saúde e Trabalho das Mulheres pela Universidade de Milão (1994–1995) e livre-docência em Saúde Coletiva pela Faculdade de Saúde Pública da Universidade de São Paulo (1996).

## Atuação
Militante política contrária ao regime militar no Brasil, participou da luta armada e deu à luz uma filha ainda na clandestinidade. Quando foi presa em 1971, a filha, de 1 ano e 10 meses, foi levada com ela. Esteve no presídio Tiradentes com a também militante Dilma Rousseff, de quem era vizinha e colega de faculdade em Belo Horizonte. Tal como a ex-presidente Rousseff, Eleonora também foi submetida a torturas enquanto presa.
Em entrevista à revista TPM em agosto de 2007, declarou ser bissexual ao afirmar “me relaciono com homens e mulheres e tenho muito orgulho de minha filha, que é gay e teve uma filha por inseminação artificial”.

## Secretaria de Políticas para as Mulheres
Escolhida pela presidente da República, Dilma Rousseff, para comandar a Secretaria Especial de Políticas para as Mulheres, foi empossada em 10 de fevereiro de 2012 substituindo Iriny Lopes.
Por defender abertamente a legalização do aborto e os direitos dos homossexuais, Menicucci recebeu muitas críticas, inclusive da base aliada do governo, como por exemplo do ex-presidente da Câmara dos Deputados, Marco Maia (PT).  O então deputado federal Eduardo Cunha (PMDB-RJ) classificou a nomeação da ministra como um desastre para a imagem do governo.
Em 2 de outubro de 2015, a reforma ministerial e administrativa da presidente Dilma uniu a Secretaria de Políticas de Promoção da Igualdade Racial, a Secretaria de Direitos Humanos e a Secretaria de Políticas para as Mulheres, tornando-se o Ministério das Mulheres, Igualdade Racial e Direitos Humanos. Com isso, Eleonora passou a ocupar o cargo de secretária executiva.